# 2022年紐約線上影評人協會獎
第23屆紐約在線影評人協會獎（英語：The 23rd New York Film Critics Online Awards）旨在表揚2022年優秀的電影作品，於2022年12月11日宣布得獎名單。

## 得獎名單

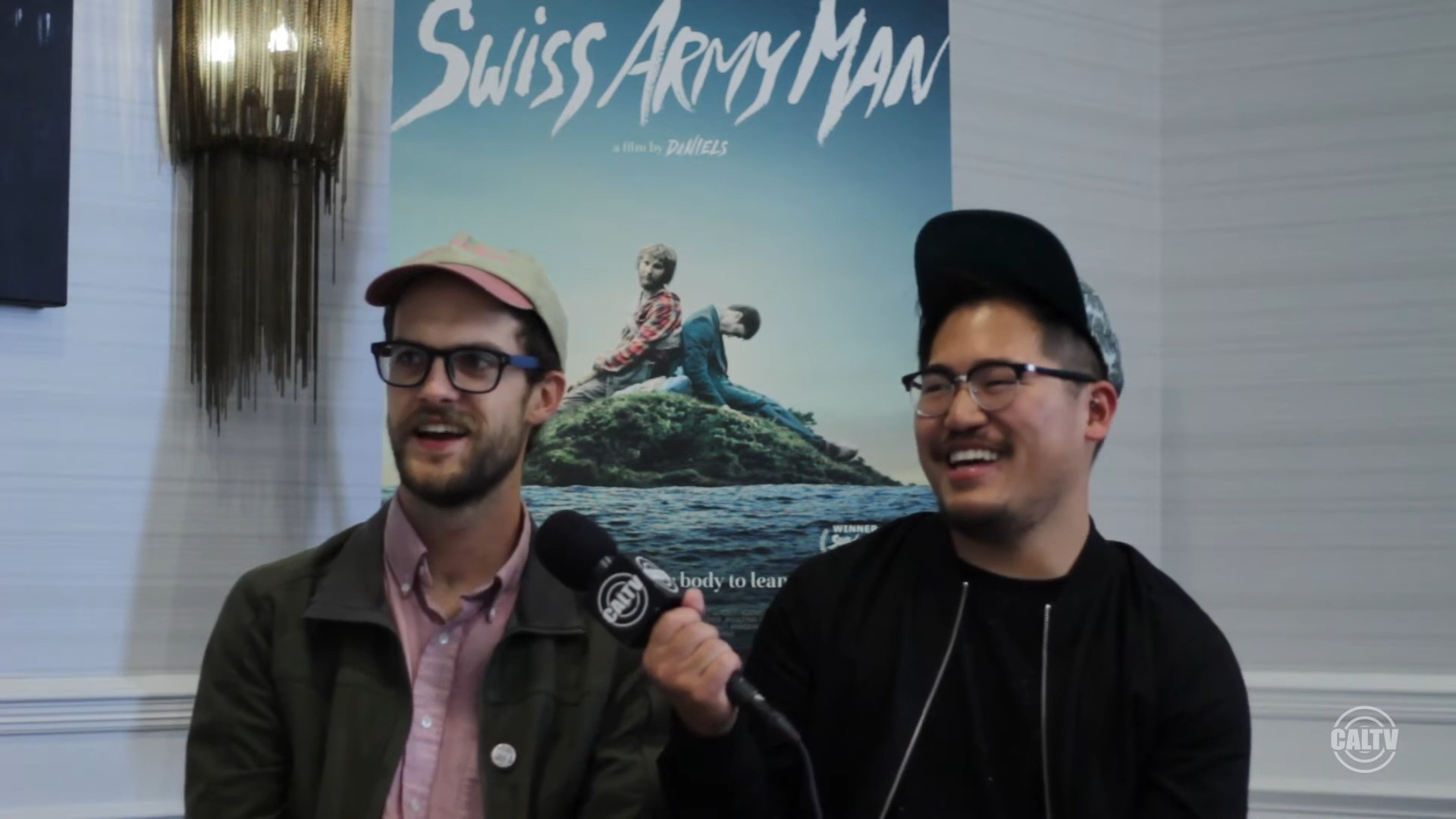
最佳導演：關家永、丹尼爾·舒奈特

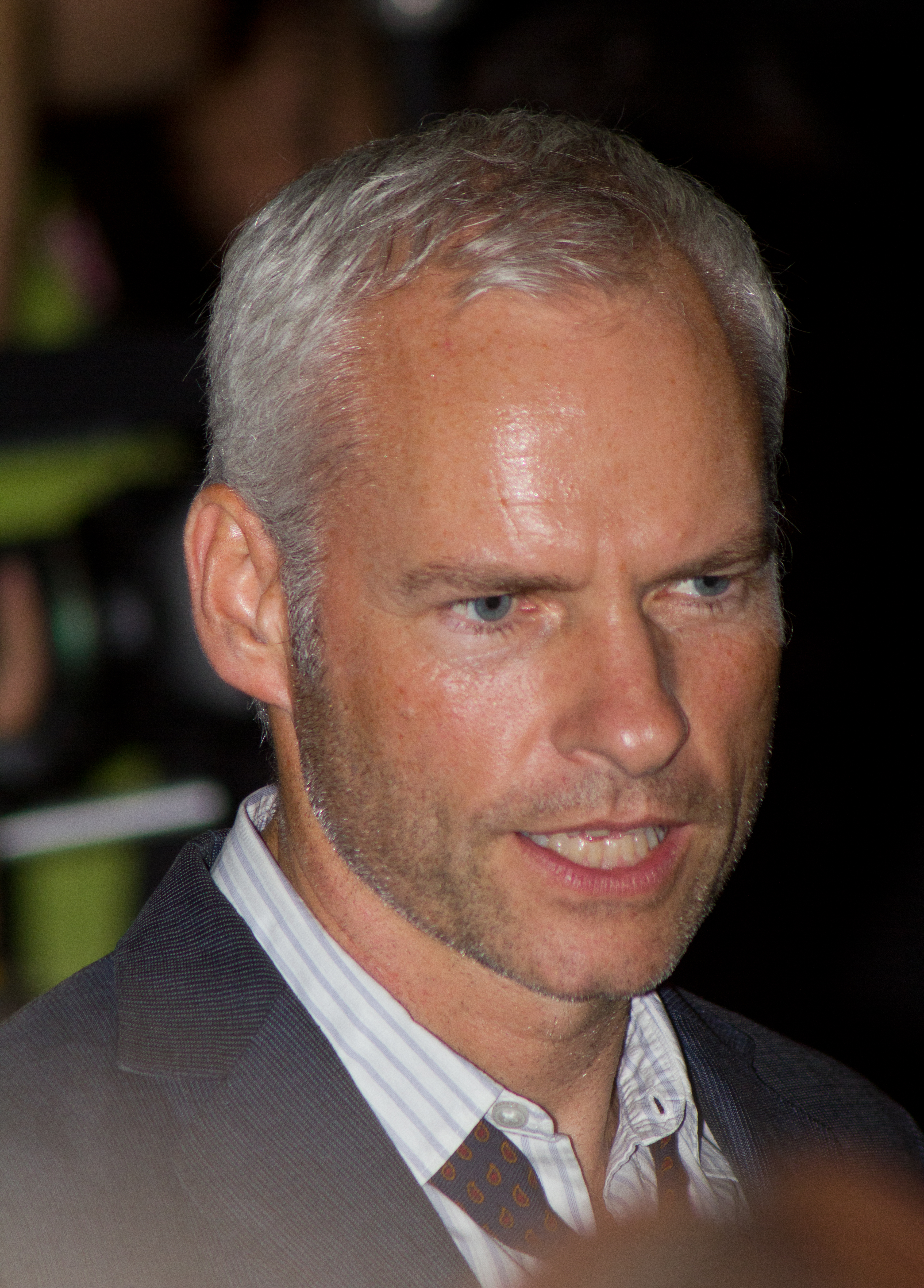
最佳導演、劇本：馬丁·麥多納

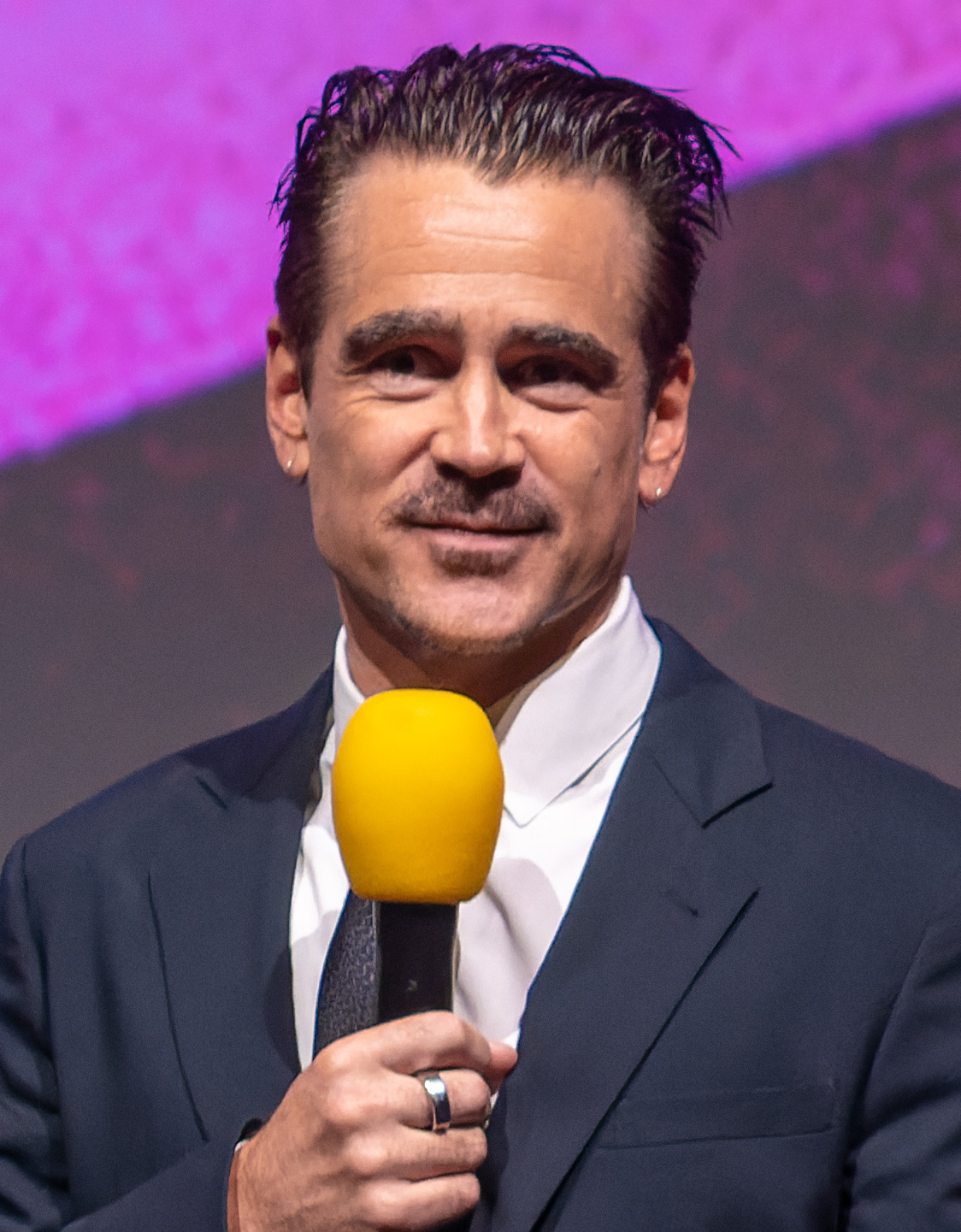
最佳男主角：科林·法雷尔

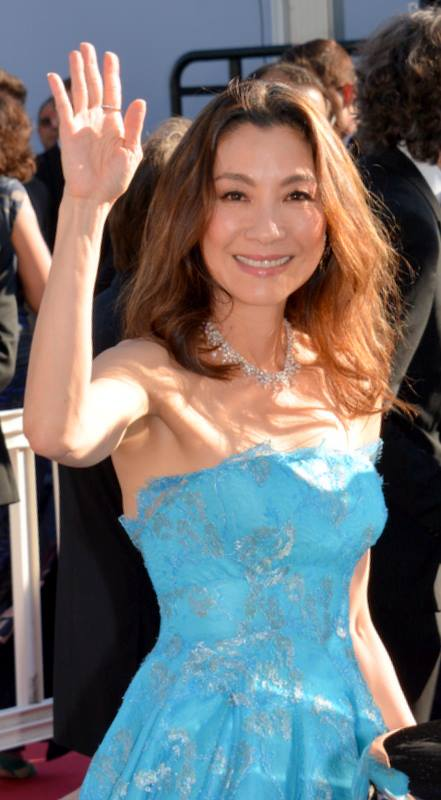
最佳女主角：楊紫瓊

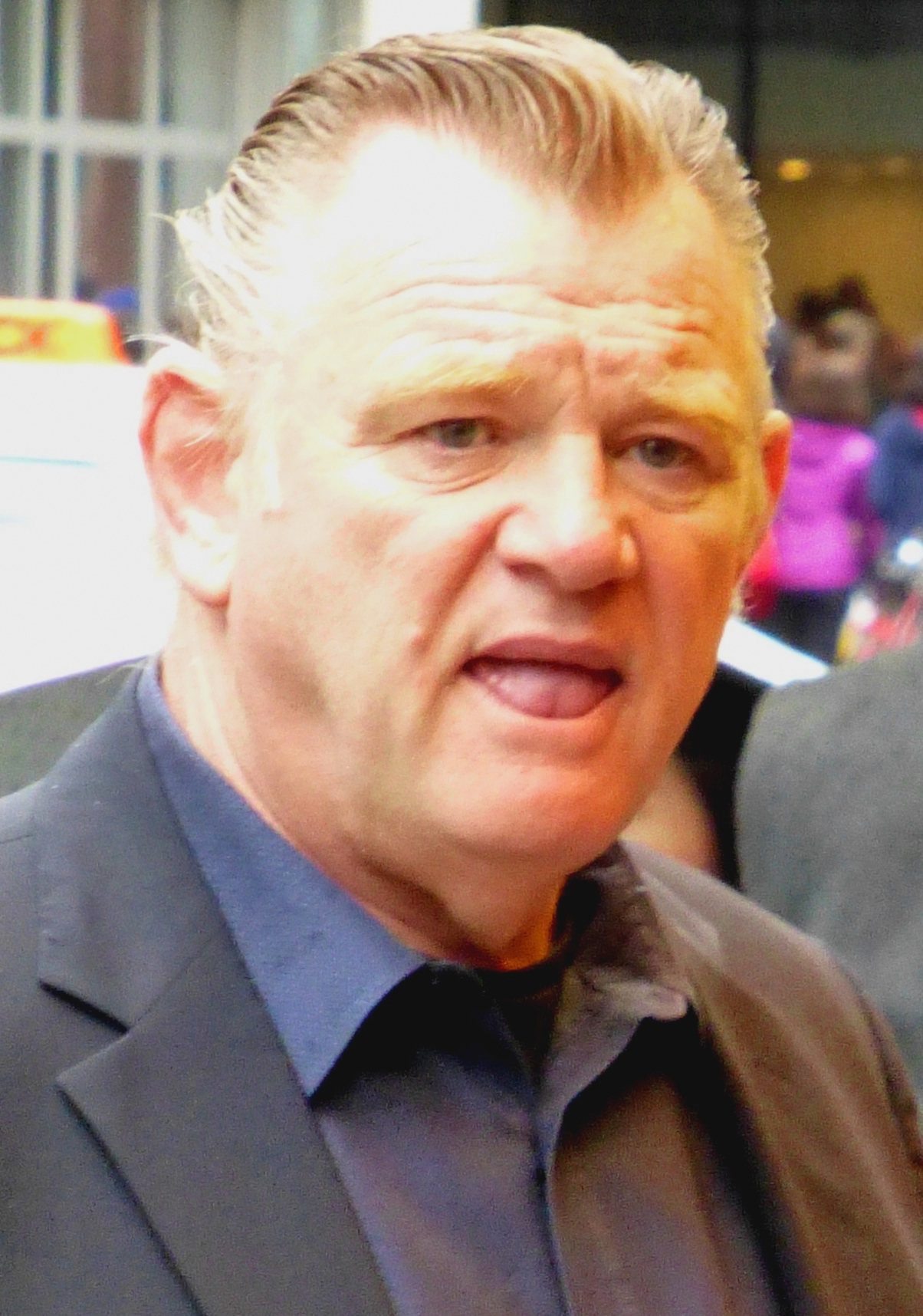
最佳男配角：布蘭頓·葛利森

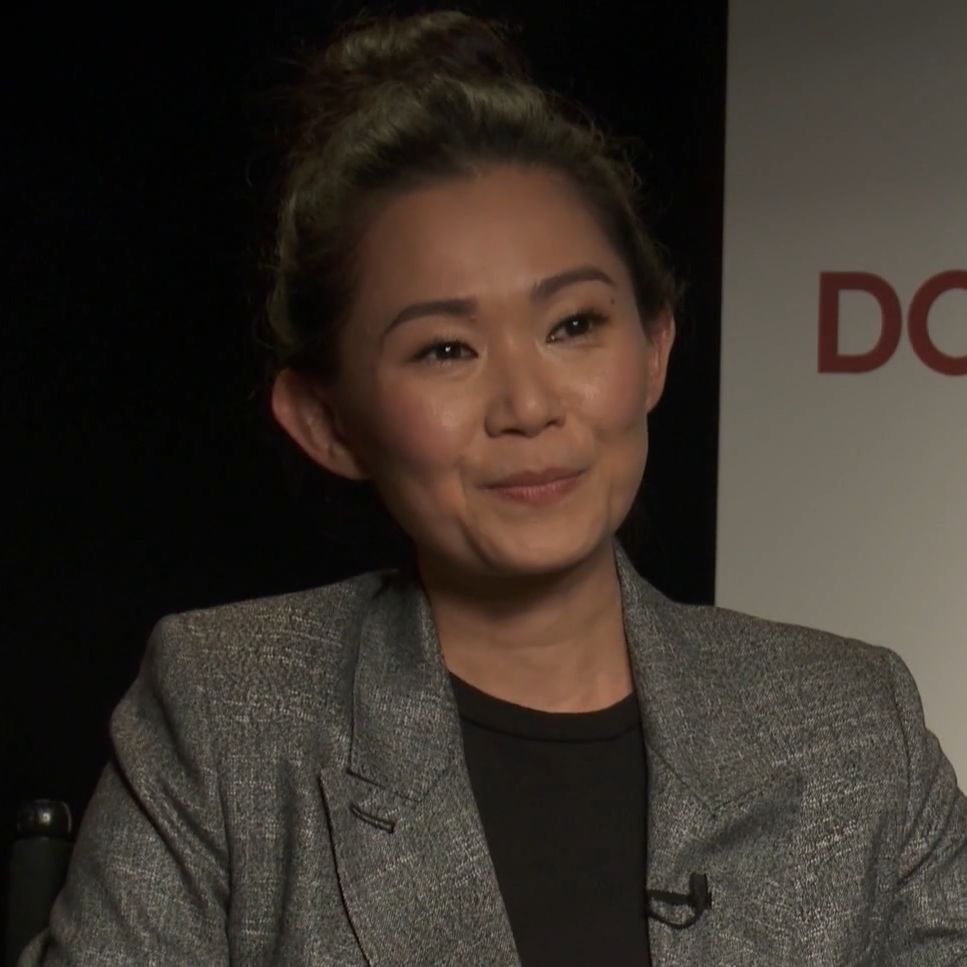
最佳女配角：周洪

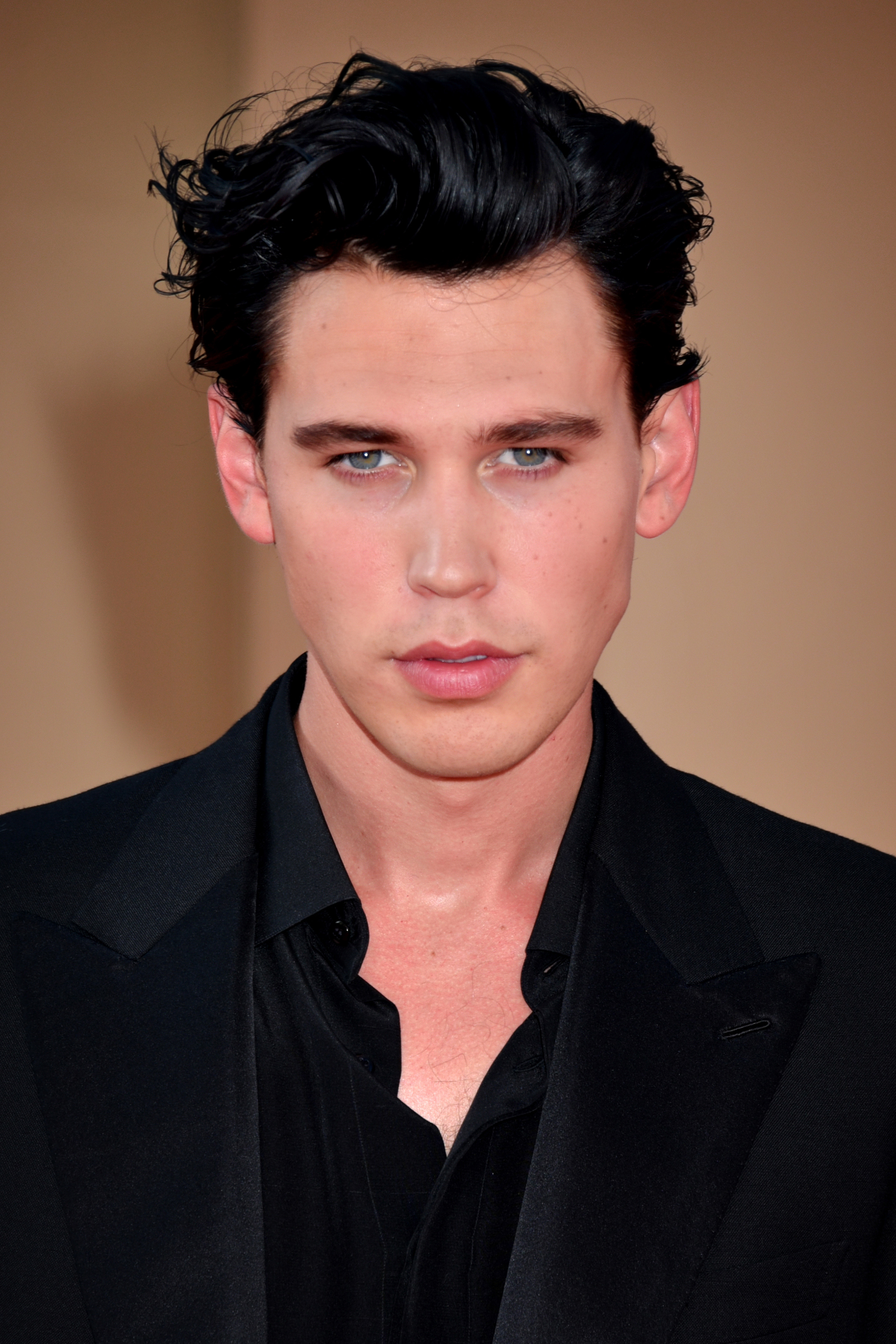
最佳突破演員：奧斯汀·巴特勒

- 最佳影片

《伊尼舍林的女妖》
- 最佳導演

《媽的多重宇宙》關家永、丹尼爾·舒奈特
《伊尼舍林的女妖》馬丁·麥多納
- 最佳劇本

《伊尼舍林的女妖》馬丁·麥多納
- 最佳首次導演

《日麗》夏洛特·威爾斯
- 最佳男主角

《伊尼舍林的女妖》科林·法雷尔
- 最佳女主角

《媽的多重宇宙》楊紫瓊
- 最佳男配角

《伊尼舍林的女妖》布蘭頓·葛利森
- 最佳女配角

《我的鯨魚老爸》周洪
- 最佳整體演出

《鋒迴路轉：抽絲剝繭》
- 最佳突破演員

《貓王艾維斯》奧斯汀·巴特勒
- 最佳外語片

《如果驢知道》
- 最佳紀錄片

《美人们与流血事件》
- 最佳動畫片

《迷你網紅實貝秀》
- 最佳攝影

《不！》霍伊特·范霍特瑪
- 最佳音樂使用

《貓王艾維斯》艾略特·威勒（Elliott Wheeler）
- 年度十大電影
  - 《阿凡達：水之道》
  - 《巴比倫》
  - 《伊尼舍林的女妖》
  - 《媽的多重宇宙》
  - 《法貝爾曼》
  - 《RRR》
  - 《她有話要說（英语：She Said (film)）》
  - 《TÁR塔爾》
  - 《捍衛戰士：獨行俠》
  - 《沒有聲音的女人們》

## 外部連結
- 官方网站（英文）